# Azurara (Vila do Conde)
Azurara is een plaats (freguesia) in de Portugese gemeente Vila do Conde en telt 2102 inwoners (2001).